# グスタフ・ホルン
ビョルネボルグ伯グスタフ・カールソン・ホルン（Gustaf Karlsson Horn, Graf von Björneborg、1592年10月22日 - 1657年5月10日）は、スウェーデンの将軍。三十年戦争で活躍した。

## 生涯
1625年、ホルンはグスタフ2世アドルフの枢密院に入った。1628年、スウェーデン軍の陸軍元帥となった。1630年、スウェーデンは三十年戦争に参戦し、ホルンはグスタフ・アドルフとともにドイツに上陸し、同年コルベルク要塞を攻略した。その後、一軍を委ねられたホルンは、フランクフルト・アン・デア・オーダーに侵攻した。1631年、ブライテンフェルトの戦いではスウェーデン軍の左翼を指揮し、勝利に貢献した。
1632年、リュッツェンの戦いでグスタフ・アドルフが戦死すると、アクセル・オクセンシェルナによってホルンはスウェーデン軍の指揮を任された。しかし、同僚のベルンハルト・フォン・ザクセン＝ヴァイマルと意見が合わず、両者は何度か対立した。1634年9月6日、ネルトリンゲンの戦いでは、この両者の対立が敗因の一つとなった。この戦いで、スウェーデン軍は壊滅的な打撃を被り、ホルンは皇帝軍に捕らえられた。ホルンが捕虜交換で解放されたのはようやく1642年のことであった。
ホルンは、スウェーデンに帰国したものの、直ぐに戦争に招聘された。相手はデンマークである。この戦争は、デンマーク側からトルステンソン戦争と呼ばれている。1645年、ホルンは大陸側から侵攻するレンナート・トルステンソンと呼応してスコーネに侵攻した。そしてそのまま三十年戦争に復帰し、ボヘミアのプラハで終戦を迎えた。
その後、ホルンはクリスティーナ、カール10世に仕え、スウェーデン宮廷で重きを成した。1652年にリヴォニア総督となり、1654年には王国元帥となった。1657年5月10日、ホルンはスカーラで亡くなった。